# Adri Hommerson
Adrianus (Adri) Hendrikus Hommerson ('s-Hertogenbosch, 29 oktober 1916 – Zaandam, 23 januari 1954) was een Nederlands journalist, en verzetsstrijder in de Tweede Wereldoorlog. Hij werkte voor de Arnhemsche Courant en Het Vrije Volk.
Adri Hommerson had een brede belangstelling en volgde onder meer lezingen van Nicolaas van Wijk over de Slavische talen.

## Levensloop
Toen de oorlog uitbrak was Adri's broer Ab met diens vrouw en kind met verlof in Nederland. Zij logeerden bij vader Hommerson, die stationschef in Hillegom was. Ze konden niet meer terug naar Curaçao, waar Ab als stuurman voor Shell werkte. Adri en Ab besloten samen met hun vriend Henri Baudet naar Engeland te gaan. Hun eerste poging was in het voorjaar van 1941. Deze mislukte, omdat hun bootje daags voor vertrek uit de haven van Katwijk verdwenen was. Hun tweede overtocht zou vanuit Zeeland gaan. Deze poging mislukte omdat de Duitsers ineens alle kreken hadden afgesloten.
Samen met zijn broer Ab werd Adri begin 1943 actief voor de Knokploeg Gelderse Vallei, die onder leiding stond van Dirk van der Voort. Beide broers namen deel aan overvallen op de distributiekantoren van Woudenberg en Scherpenzeel en een distributietransport tussen Barneveld en Scherpenzeel. Na de arrestatie van Van der Voort in oktober 1943 viel de knokploeg uit elkaar. Een poging om hem te bevrijden uit de Arnhemse Koepelgevangenis liep op niets uit.
Samen met broer Ab sloot Hommerson zich aan bij de verzetsgroep Koog-Purmerend.De broers waren onder meer betrokken bij de overval van het distributiekantoor in Oegstgeest (9-11-1943) en het postkantoor in Purmerend (11-1-1944). Op 23 januari 1944 werd Ab op zijn onderduikadres gearresteerd. Hij verweerde zich, werd ter dood veroordeeld en op 22 februari geëxecuteerd.
Adri Hommerson sloot zich weer aan bij de Knokploeg Gelderse Vallei, Hij nam op 14 april 1944 deel aan een overval op de Schoonhovense Courant. Op de tweede pagina van de krant werden een aantal verzetsartikelen geplaatst en een gedicht dat was overgenomen uit het Geuzenboek. De bezetting van de drukkerij duurde het grootste deel van de dag. De krant werd verspreid en het zestal overvallers, onder wie Van der Voort, slaagde erin op tijd te ontkomen. De bevolking van Schoonhoven moest de zes weken daarna verplicht om zes uur binnen zijn.
Adri verzorgde na de oorlog de Zaanse editie van Het Vrije Volk. Vanaf 6 mei 1952 werd de 36-jarige Adri Hommerson 50 dagen gegijzeld in het huis van bewaring aan de Amsterdamse Weteringschans omdat hij justitie niet de bron wilde noemen van zijn publicatie over de vermoedelijke dader van een roofmoord. Hij werd op 25 juni 1952 vrijgelaten. Na een maagbloeding overleed hij op 23 januari 1954.

## Persoonlijk
Hommerson was getrouwd en had vier kinderen. Hij ontving postuum het Verzetsherdenkingskruis.